# Francesc Mariner
Francesc Mariner (gener del 1720 – Barcelona, 10 de desembre del 1789) va ser un organista i compositor català.

## Biografia
Francesc Mariner va ser organista de la Catedral de Barcelona des de 1742 fins a la seva mort; hi va ésser enterrat. El seu deixeble més important va ser el seu nebot, Carles Baguer, que el 1786 esdevingué organista suplent de la Catedral de Barcelona succeint-lo; mort Mariner tres anys més tard, obtingué la plaça en propietat.
Com a compositor, la producció de Mariner per a clavicèmbal i orgue uneix la tradició contrapuntística barroca ibèrica amb els nous corrents d'estil galant. Com altres organistes catalans coetanis, conreà la sonata per a teclat en forma binària, un model que estava de moda a Itàlia, Portugal i Espanya i que ens ha arribat especialment per les obres de Domenico Scarlatti i d'Antoni Soler. Es conserven obres de Francesc Mariner a l'Arxiu Musical de la Seu de Manresa, a l'Arxiu Històric Comarcal de Puigcerdà, a l'Arxiu de l'església de Santa Maria de la Geltrú, a l'Arxiu Diocesà de Girona (procedent de la Parròquia de Santa Pau i del fons de Sant Feliu), a l'Arxiu Històric Comarcal de la Garrotxa (fons de la parròquia de Sant Esteve), al Centre de Documentació de l' Orfeó Català, a la Biblioteca de Catalunya.
Més de la meitat del fons conservat, però, es troba a l'Abadia de Montserrat.

## Obres
- Obra de ple sobre la Salve de segon to, per a orgue
- Salmodies para todos los tonos (1759, 1762, 1767)
- Sonates i Tocates, per a "clarins" (orgue)
- ´9 obres més, per a orgue (Tientos partits, fugues)
- 11 Tocates Pastorils
- Diverses sèries de versets per a orgue